# Lin Ming Fu
Lin Ming Fu (chinesisch 林銘夫; * 2. Juni 2004) ist ein chinesischer Weitspringer, der international für Hongkong startet.

## Sportliche Laufbahn
Erste Erfahrungen bei internationalen Wettbewerben sammelte Lin Ming Fu im Jahr 2022, als er bei den U20-Weltmeisterschaften in Cali mit einer Weite von 7,57 m den neunten Platz belegte. Im Jahr darauf gewann er bei den U20-Asienmeisterschaften in Yecheon mit 7,49 m die Silbermedaille.
2022 wurde Lin Hongkonger Meister im Weitsprung.

## Persönliche Bestleistungen
- Weitsprung: 7,83 m (+1,7 m/s), 30. April 2023 in Hongkong
  - Weitsprung (Halle): 7,39 m, 17. Dezember 2022 in Astana